# Aldeaseca de Alba
Aldeaseca de Alba es un municipio y localidad española de la provincia de Salamanca, en la comunidad autónoma de Castilla y León. Se integra dentro de la comarca de la Tierra de Alba. Pertenece al partido judicial de Salamanca y a la mancomunidad Rutas de Alba y Tierras del Tormes.
Su término municipal está formado por un solo núcleo de población, ocupa una superficie total de 17,58 km² y según los datos demográficos recogidos en el padrón municipal elaborado por el INE en el año 2017, cuenta con una población de 77 habitantes.

## Geografía
No es muy accidentado; el terreno del municipio es completamente llano, con lomas y colinas dispersas por la zona. Al sureste del municipio; se alza la colina de San Juan, con una altura de 904 m; altura máxima del municipio. Forma un suelo de antiguas rocas que se han compactado; datando del Terciario y el Cuartenario, predominando la arcilla, el cuarzo y el feldepasto como los minerales más comunes; siendo resultado de esa compactación.
El clima es mediterráneo continental; en que suele llover en ocasiones, con inviernos fríos y veranos muy suaves.
Limita al norte con Garcihernández, al este con Turra de Alba, al sur con Navales y al oeste con Alba de Tormes.

## Historia
Su fundación se remonta a la repoblación efectuada por los reyes de León en la Edad Media, quedando integrado en el cuarto de Cantalberque de la jurisdicción de Alba de Tormes, dentro del Reino de León, denominándose Aldeaseca ya en el siglo XIII. Dicha denominación es bastante común en el área salmantina encontrándonos también con Aldeaseca de Armuña o Aldeaseca de la Frontera. Con la creación de las actuales provincias en 1833, Aldeaseca de Alba quedó encuadrado en la provincia de Salamanca, dentro de la Región Leonesa, formando parte del partido judicial de Alba de Tormes hasta la desaparición de este y su integración en el de Salamanca.

## Cultura

### Fiestas
Las fiestas del pueblo son en honor a San Andrés el día 30 de noviembre. Se conmemora con la procesión por las calles del municipio y la típica comida que tiene lugar en el salón situado de bajo del ayuntamiento. En agosto se celebran unas fiestas para la diversión del pueblo con una cena de confraternización, un bingo con regalos y una orquesta
El 2 de febrero; se celebran las fiestas de San Blas, siendo de segunda categoría. En la iglesia del pueblo; durante estas fiestas, se suelen bendecir las gargantas.

## Demografía
Aldeaseca de Alba cuenta con una población de 64 habitantes (INE 2024).
| Gráfica de evolución demográfica de Aldeaseca de Alba entre 1842 y 2021                                             |
| |
| Población de derecho según los censos de población del INE Población de hecho según los censos de población del INE |

## Economía
La gente se basa solo en el cultivo de cereales y forrajes; y en el cuidado de vacas, cerdos y ovejas.

## Monumentos y lugares de interés
- La Iglesia de San Andrés fue construida en el siglo XVI sobre un templo anterior románico-mudéjar. Destaca en el exterior su gran cabecera, estando rematado el templo por una espadaña. En su interior destaca el retablo, de estilo rococó.[9]

## Personas destacadas
- Amadora Gómez Alonso, conocida como Madre Amadora, religiosa nacida en 1907 en esta localidad, fue la fundadora de las Celadoras del Reinado del Corazón de Jesús, falleciendo en 1976 en Valladolid.[9][10]

## Administración y política
| Partido político                              | 2019  | 2019  | 2019       | 2015  | 2015  | 2015       | 2011  | 2011  | 2011       | 2007  | 2007  | 2007       | 2003  | 2003  | 2003       |
| Partido político                              | %     | Votos | Concejales | %     | Votos | Concejales | %     | Votos | Concejales | %     | Votos | Concejales | %     | Votos | Concejales |
| Partido Popular (PP)                          | 91,30 | 42    | 3          | 75,81 | 47    | 3          | 65,63 | 42    | 2          | 74,36 | 58    | 5          | 75,82 | 69    | 4          |
| Partido Socialista Obrero Español (PSOE)      | 31,43 | 22    | 1          | 17,74 | 11    | 0          | 7,81  | 5     | 0          | 23,08 | 18    | 0          | 31,87 | 29    | 1          |
| Coalición SI por Salamanca (SI)               | —     | —     | —          | —     | —     | —          | 40,63 | 26    | 1          | —     | —     | —          | —     | —     | —          |
| Unidad Regionalista de Castilla y León (URCL) | —     | —     | —          | —     | —     | —          | —     | —     | —          | —     | —     | —          | 6,59  | 6     | 0          |